# Szerb népi hősök
Szerbiában számos személyt népi hősnek tartanak. Legtöbbjük a középkorban élt, emléküket leginkább a szerb epikus költészet őrzi.
- I. Lázár szerb cár (1329–1389), uralkodó, az 1389-es rigómezei csatában esett el[1][2]
- Miloš Obilić (?–1389), lovag, aki 1389-ben a rigómezei csatában megölte a török szultánt, I. Murádot[3][4]
- Marko Kraljević (1335–1395), herceg a Szerb Birodalom bukása idején[5][6]
- Petrović Đorđe Karađorđe (1768–1817), a szerb forradalom vezetője[7]

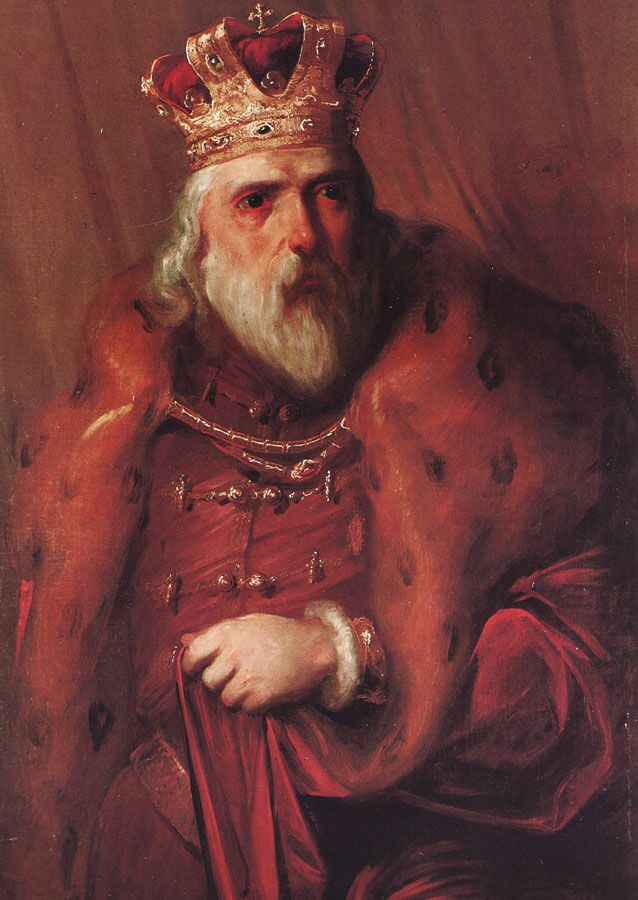
Lázár
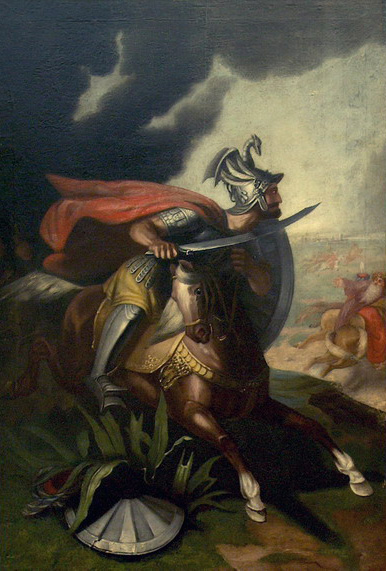
Miloš Obilić
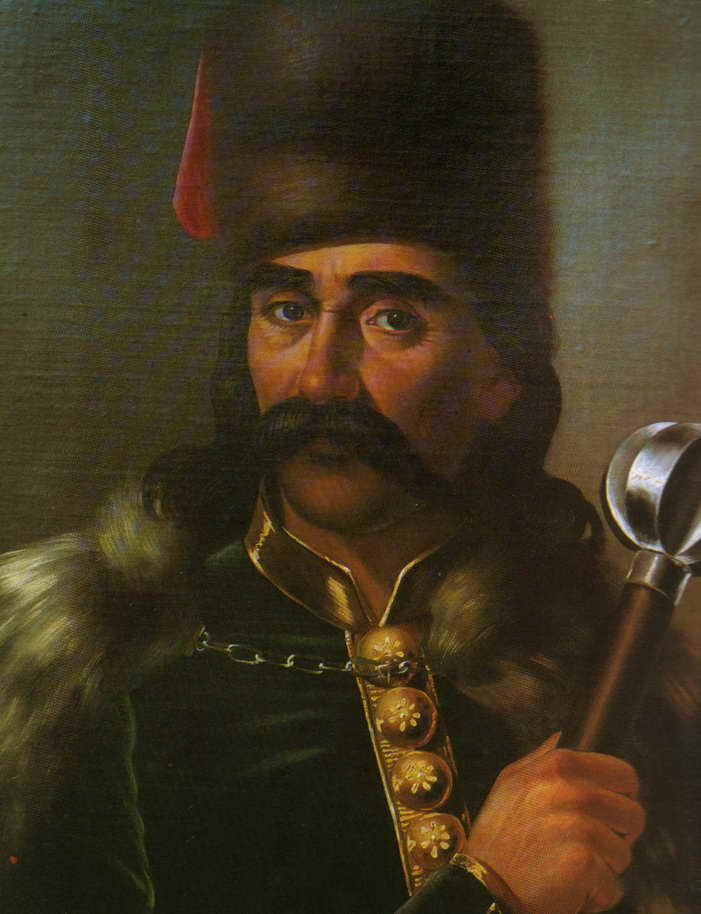
Marko
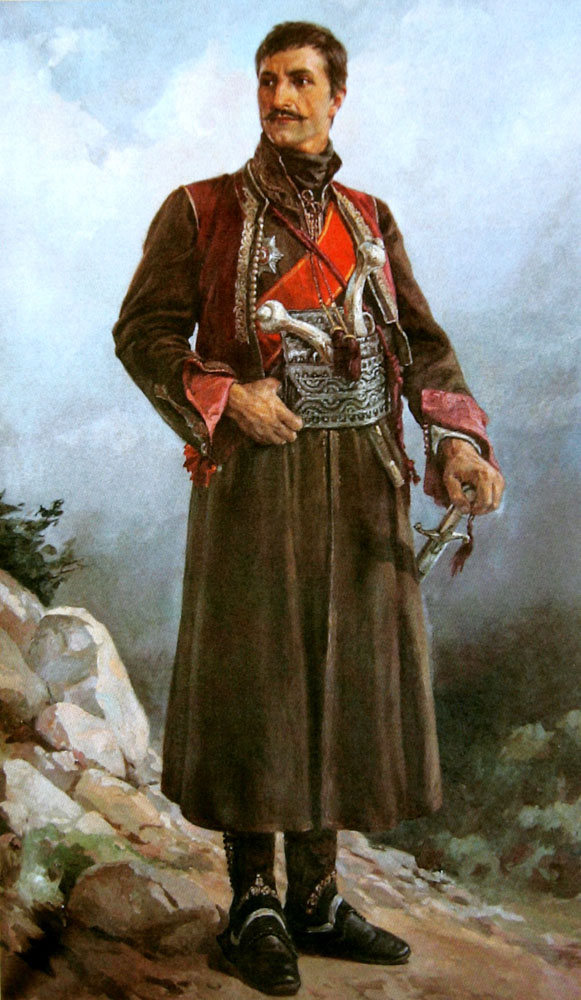
Karađorđe

## Fordítás
- Ez a szócikk részben vagy egészben  a   Serbian folk heroes című angol Wikipédia-szócikk ezen változatának fordításán alapul.  Az eredeti cikk szerkesztőit annak laptörténete sorolja fel. Ez a jelzés csupán a megfogalmazás eredetét és a szerzői jogokat jelzi, nem szolgál a cikkben szereplő információk forrásmegjelöléseként.